# بريكوله (لتوانيا)
بريكوله (بالإنجليزية: Prekulė, Lithuania)‏ هي منطقة سكنية تقع في ليتوانيا في Klaipėda district municipality.[بحاجة لمصدر] يقدر عدد سكانها بـ 1,690 نسمة .